# Antoni Siurana
Antonio Siurana Zaragoza (Lérida, 23 de febrero de 1943) es un político español, que ocupó los cargos de alcalde de Lérida y el de consejero de Agricultura, Ganadería y Pesca de la Generalidad de Cataluña en un gobierno de Pasqual Maragall, además del de diputado autonómico.

## Trayectoria
Se licenció en Ciencias Económicas por la Universidad de Barcelona. 
Miembro histórico del Partido de los Socialistas de Cataluña (PSC), fue alcalde de Lérida desde 1979 a 1987 y desde el 1989 hasta el 29 de diciembre de 2003, y diputado al Parlamento de Cataluña en la II, III, IV, V y VI legislatura. Ha sido diputado del Parlamento de Cataluña desde 1984 y consejero de Agricultura y Pesca de la Generalidad de Cataluña entre el 22 de diciembre de 2003 y el 21 de abril de 2006, bajo la presidencia de Pasqual Maragall.

## Cargos desempeñados
- Concejal del Ayuntamiento de Lérida (1979-2003).
- Alcalde de Lérida (1979-1987).
- Diputado por Lérida en el Parlamento de Cataluña (1984-2006).
- Portavoz del Grupo Socialista en el Ayuntamiento de Lérida (1987-1989).
- Alcalde de Lérida (1989-2003).
- Consejero de Agricultura y Pesca de la Generalidad de Cataluña (2003-2006).